# Чемпионат Европы по спортивной гимнастике 1965 (женщины)
5-й чемпионат Европы по спортивной гимнастике среди женщин прошёл 22—23 мая 1965 года в Софии (Болгария). В нём приняли участие 39 гимнасток из 20 стран. Турнир носил название Кубок Европы, разыгрывались награды в индивидуальном многоборье и в отдельных упражнениях. В 1969 году Международная федерация гимнастики присвоила этим соревнованиям статус пятого чемпионата Европы среди женщин.

## Медалисты
| Дисциплина                | Золото                        | Золото | Серебро                                     | Серебро | Бронза                                    | Бронза |
| Индивидуальное многоборье | Вера Чаславска (Чехословакия) | 38,899 | Лариса Латынина (СССР)                      | 38,198  | Биргит Радохла (ГДР)                      | 37,998 |
| Опорный прыжок            | Вера Чаславска (Чехословакия) | 19,750 | Уте Штарке (ГДР)                            | 19,500  | Лариса Латынина (СССР)                    | 19,366 |
| Упражнения на брусьях*    | Вера Чаславска (Чехословакия) | 19,633 | Лариса Латынина (СССР)                      | 19,333  | Мария Карачка (Болгария)                  | 19,299 |
| Упражнения на бревне      | Вера Чаславска (Чехословакия) | 19,433 | Лариса Латынина (СССР)                      | 19,299  | Биргит Радохла (ГДР) Лариса Петрик (СССР) | 19,099 |
| Вольные упражнения        | Вера Чаславска (Чехословакия) | 19,333 | Лариса Латынина (СССР) Биргит Радохла (ГДР) | 19,066  | не присуждалась                           |        |

↑ * По другим данным, в упражнениях на брусьях Лариса Латынина и Мария Карачка получили по 19,299 баллов и разделили второе место, а бронзовая медаль осталась не разыграна

## Командный зачёт
| Место | Страна       | Золото | Серебро | Бронза | Всего |
| ----- | ------------ | ------ | ------- | ------ | ----- |
| 1     | Чехословакия | 5      | 0       | 0      | 5     |
| 2     | СССР         | 0      | 4       | 2      | 6     |
| 3     | ГДР          | 0      | 2       | 2      | 4     |
| 4     | Болгария     | 0      | 0       | 1      | 1     |
| Всего | Всего        | 5      | 6       | 5      | 16    |